# Mária Máchik
Mária Máchik, auch Mária Mácsik, verheiratete Mária Krenner (geboren 1843 in Agram, heute Zagreb; gestorben 16. Dezember 1895 in Budapest) war eine österreichisch-ungarische Malerin.

## Leben

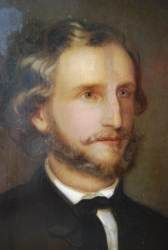
Der Mineraloge József Sándor Krenner; Máchiks Ehemann

Mária Máchik besuchte die von Jakob Marastoni gegründete private Kunstschule und war Schülerin bei Alajos Györgyi Giergl.
Ab 1864 stellte sie eigene Ölgemälde und Pastellbilder mit Porträts, Figuren und Genreszenen aus.
Máchik war die erste Ehefrau des Mineralogen József Sándor Krenner  Aus dieser Ehe gingen zwei Söhne und zwei Töchter hervor, darunter der Maler Viktor Tardos-Krenner. Máchik zog jedoch lediglich drei Kinder groß.
Zusätzlich zur Kindererziehung ging Máchik in die Häuser von Adeligen, um dort Porträts ihrer Auftraggeber zu fertigen.
„Ihr großer Fehler [war es], ihre Werke nicht zu signieren,“ wodurch ihr – nicht gezeichneter – Name weniger nachhaltig Bekanntheitsgrad bewirkte und einzelne Gemälde ihr auch später weniger leicht zuzuordnen waren. Der Grund hierfür lag darin, dass Frauen damals weder signieren und am besten gar keine eigenen Werke schaffen sollten: „Malerinnen wurden nicht respektiert, [Mann]“ sagte ihnen, sie sollten nur zum Spaß, zum Privatvergnügen malen. Sogar der bekannte Kunsthistoriker Károly Lyka „äußerte sich abfällig über Künstlerinnen.“ Ihrem Ehemann musste Máchik jedoch versprechen, jeden Tag etwas über die erlebten Verhältnisse aufzuschreiben. So entstanden mehrere Tagebücher, die später von der zweiten Ehefrau von József Sándor Krenner in den Keller geräumt wurden. So überdauerte nur eines dieser Bücher, geschrieben mit kleinen gotischen Lettern in deutscher Sprache.
Im Budapester Palais Gresham war Máchiks Gemälde „Taubenfütterung“ aufgehängt.
Mária Máchik Krenner starb am 16. Dezember 1895 im Alter von 51 oder 52 Jahren in Budapest.
Anfang der 2020er Jahre wurden einige ihrer Werke in einer Ausstellung (Titel etwa „Raus aus dem Warenhaus I“) im Kiscelli Museum gezeigt.